# Wintergartenprogramm
Wintergartenprogramm és una pel·lícula recopilatòria alemanya de Max Skladanowsky de l'any 1895.

## Argument
El programa del jardí d'hivern constava de les següents seqüències de pel·lícules:
- Italienischer Bauerntanz: Grup infantil Ploetz-Larella
- Komisches Reck: Germans Milton
- Das boxende Känguruh: Mister Delaware
- Jongleur: Paul Petras
- Akrobatisches Potpourri: Família Grunato
- Kamarinskaja. (Russischer Nationaltanz): Germans Tscherpanoff
- Serpentintanz: Mademoiselle Ancion
- Ringkämpfer: Greiner i Sandow
- Apotheose. Els inventors dels Bioscops: Gebrüder Skladanowsky

## Estrena
El Wintergartenprogramm es va mostrar per primera vegada l'1 de novembre de 1895 al Varieté Wintergarten, i es considera la primera projecció de cinema comercial.
L'any 1994 la pel·lícula va ser reconstruïda pels Bundesarchiv – Filmarchiv amb el suport de la Deutsche Kinemathek Foundation (Berlín) i Optronik GmbH (Potsdam) i altres socis.

## Weblinks
- Wintergartenprogramm a YouTube
- lista de llocs de rodatge a Shot a Berlín